# Bernard og Bianca: SOS fra Australien
Bernard og Bianca: S.O.S. fra Australien er en Disney tegnefilm fra 1990, der var en fortsættelse af Bernard og Bianca fra 1977.

## Medvirkende
Denne liste er ufuldstændig; hjælp gerne med at udfylde den.